# آجن
آجَنُ أو أجان (بالفرنسية: Agen) هي بلدية في فرنسا تقع على نهر غارون في إقليم لو وغارون بمنطقة آكيتين. تقع على الضفة اليمنى لنهر الغارون وتبعد مسافة 135 كيلومترًا جنوب شرقي بوردو. بلغ عدد سكانها 32,485 نسمة حسب إحصاء سنة 2021.

## الطقس
تتميز آجَنُ بمناخ محيطي حسب تصنيف كوبين للطقس. الشتاء رطب وبارد والصيف رطب ودافئ. تهطل الأمطار طوال فصول السنة لكن تزيد الساعات المشمسة في الأشهر من آذار (مارس) حتى أيلول (سبتمبر).
| البيانات المناخية لـ{{{location}}}                            | البيانات المناخية لـ{{{location}}} | البيانات المناخية لـ{{{location}}} | البيانات المناخية لـ{{{location}}} | البيانات المناخية لـ{{{location}}} | البيانات المناخية لـ{{{location}}} | البيانات المناخية لـ{{{location}}} | البيانات المناخية لـ{{{location}}} | البيانات المناخية لـ{{{location}}} | البيانات المناخية لـ{{{location}}} | البيانات المناخية لـ{{{location}}} | البيانات المناخية لـ{{{location}}} | البيانات المناخية لـ{{{location}}} | البيانات المناخية لـ{{{location}}} |
| الشهر                                                         | يناير                              | فبراير                             | مارس                               | أبريل                              | مايو                               | يونيو                              | يوليو                              | أغسطس                              | سبتمبر                             | أكتوبر                             | نوفمبر                             | ديسمبر                             | المعدل السنوي                      |
| ------------------------------------------------------------- | ---------------------------------- | ---------------------------------- | ---------------------------------- | ---------------------------------- | ---------------------------------- | ---------------------------------- | ---------------------------------- | ---------------------------------- | ---------------------------------- | ---------------------------------- | ---------------------------------- | ---------------------------------- | ---------------------------------- |
| الدرجة القصوى °م (°ف)                                         | 20.1 (68.2)                        | 22.3 (72.1)                        | 26.3 (79.3)                        | 30.2 (86.4)                        | 34.0 (93.2)                        | 38.8 (101.8)                       | 40.6 (105.1)                       | 41.0 (105.8)                       | 36.7 (98.1)                        | 32.0 (89.6)                        | 25.4 (77.7)                        | 21.6 (70.9)                        | 41.0 (105.8)                       |
| متوسط درجة الحرارة الكبرى °م (°ف)                             | 9.2 (48.6)                         | 11.3 (52.3)                        | 15.0 (59.0)                        | 17.5 (63.5)                        | 21.5 (70.7)                        | 25.0 (77.0)                        | 27.6 (81.7)                        | 27.6 (81.7)                        | 24.5 (76.1)                        | 19.6 (67.3)                        | 13.2 (55.8)                        | 9.5 (49.1)                         | 18.5 (65.3)                        |
| متوسط درجة الحرارة الصغرى °م (°ف)                             | 2.1 (35.8)                         | 2.4 (36.3)                         | 4.4 (39.9)                         | 6.6 (43.9)                         | 10.3 (50.5)                        | 13.6 (56.5)                        | 15.4 (59.7)                        | 15.3 (59.5)                        | 12.3 (54.1)                        | 9.7 (49.5)                         | 5.4 (41.7)                         | 2.8 (37.0)                         | 8.4 (47.1)                         |
| أدنى درجة حرارة °م (°ف)                                       | −17.4 (0.7)                        | −21.9 (−7.4)                       | −10.5 (13.1)                       | −3.9 (25.0)                        | −1.6 (29.1)                        | 2.5 (36.5)                         | 5.9 (42.6)                         | 4.7 (40.5)                         | 1.0 (33.8)                         | −5.0 (23.0)                        | −8.8 (16.2)                        | −12.1 (10.2)                       | −21.9 (−7.4)                       |
| الهطول مم (إنش)                                               | 55.1 (2.17)                        | 52.1 (2.05)                        | 49.8 (1.96)                        | 67.6 (2.66)                        | 76.1 (3.00)                        | 58.4 (2.30)                        | 51.3 (2.02)                        | 55.0 (2.17)                        | 59.3 (2.33)                        | 64.3 (2.53)                        | 63.4 (2.50)                        | 59.8 (2.35)                        | 712.2 (28.04)                      |
| متوسط أيام هطول الأمطار (≥ 1.0 mm)                            | 9.9                                | 8.3                                | 9.0                                | 10.8                               | 10.6                               | 8.1                                | 6.3                                | 7.1                                | 7.9                                | 9.5                                | 10.0                               | 9.8                                | 107.1                              |
| متوسط الأيام المثلجة                                          | 1.3                                | 1.2                                | 0.5                                | 0.2                                | 0.0                                | 0.0                                | 0.0                                | 0.0                                | 0.0                                | 0.0                                | 0.5                                | 1.1                                | 4.8                                |
| متوسط الرطوبة النسبية (%)                                     | 89                                 | 85                                 | 79                                 | 77                                 | 77                                 | 75                                 | 73                                 | 76                                 | 79                                 | 86                                 | 90                                 | 91                                 | 81.4                               |
| ساعات سطوع الشمس الشهرية                                      | 77.5                               | 110.1                              | 172.6                              | 182.3                              | 213.6                              | 232.1                              | 255.4                              | 242.3                              | 204.9                              | 138.2                              | 84.0                               | 69.4                               | 1٬982٫4                            |
| المصدر #1: Météo France                                       |                                    |                                    |                                    |                                    |                                    |                                    |                                    |                                    |                                    |                                    |                                    |                                    |                                    |
| المصدر #2: Infoclimat.fr (humidity and snowy days, 1961–1990) |                                    |                                    |                                    |                                    |                                    |                                    |                                    |                                    |                                    |                                    |                                    |                                    |                                    |

## توأمة
لأجان اتفاقيات توأمة مع كل من:
- طليطلة
- دينسلاكن
- توابسي
- لنلي [الإنجليزية]‏
- كوربوس كريستي
- نيشينومايا

## أعلام
- اسكاليجيه
- بيير دوبوي
- برنار جيرمان دي لاسيبيد
- كريستيان نويل
- القديسة فيدس
- كريس مكجريجور
- جوليوس سكاليجر
- جاك ياسمين
- كريستيان فيتشنر